# Wedemarks konditori
Wedemarks konditori i Östersund grundades år 1924 av konditor Arthur Wedemark och hans hustru Ninni.
Smörgåstårtan "uppfanns" av Gunnar Sjödahl 1965, när denne arbetade vid Hallmans konditori i Härnösand. Den stora lanseringen skedde emellertid efter flytt till Östersund och Wedemarks konditori.